# Erdenebulgan, Khövsgöl
Erdenebulgan (tiếng Mông Cổ: Эрдэнэбулган) là một sum của tỉnh Khövsgöl ở miền bắc Mông Cổ. Vào năm 2009, dân số của sum là 2.763 người.

## Lịch sử
Vào những năm 1920, một nhóm nhỏ người Đan Mạch do Carl Krebs dẫn đầu đã cố gắng xây dựng một khu định cư nông nghiệp lâu dài cách trung tâm sum ngày nay khoảng 5 km. Một trong các thành viên của nhóm là nhà nhân loại học Henning Haslund-Christensen. Đến năm 1929, tất cả mọi người, ngoại trừ Carl Krebs, đã rời khỏi nơi này vì sự nghi ngờ ngày càng gia tăng của chính quyền đối với người ngoại quốc phương Tây. Krebs đã phải rời đi vào cuối những năm 1930.
Sum Erdenebulgan được thành lập, cùng với toàn bộ tỉnh Khövsgöl, vào năm 1931. Năm 1933, nó có khoảng 2.600 cư dân trong 792 hộ gia đình và khoảng 41.000 đầu gia súc. Năm 1956, nó được sáp nhập vào Tsagaan-Üür. Năm 1959, nông trường quốc doanh Eg-Üür được thành lập, và Erdenebulgan lại trở nên tách biệt. Năm 1975, sum bị giải thể một lần nữa, nhưng được tái lập vào năm 1985. Nông trường quốc doanh tách ra thành một số công ty nhỏ hơn vào giữa những năm 1990.

## Địa lý
Sum có diện tích khoảng 4,960 km². Trung tâm sum, Eg-Üür (tiếng Mông Cổ: Эг-Үүр), nằm trên bờ sông Egiin gol.

### Khí hậu
Khí hậu cận Bắc cực là kiểu khí hậu chủ yếu trong khu vực. Nhiệt độ trung bình hàng năm tại đây là -1 °C. Tháng ấm nhất là tháng 7, khi nhiệt độ trung bình là 14 °C và lạnh nhất là tháng 1, với -20 °C.  

## Kinh tế
Năm 2004, có khoảng 47.000 đầu gia súc, trong đó có 16.000 con cừu, 15.000 con dê, 11.000 bò nhà và bò yak, 5.300 con ngựa và 5 con lạc đà.